# Rosenhammer (Weidenberg)
Rosenhammer (früher auch Unterer Hammer genannt) ist ein Gemeindeteil des Marktes Weidenberg im Landkreis Bayreuth (Oberfranken, Bayern). Rosenhammer liegt in der Gemarkung Weidenberg.

## Geografie
Der Weiler liegt an der Warmen Steinach in direkter Nachbarschaft zu Weidenberg im Westen. Die Ortsstraße Rosenhammer mündet unmittelbar südöstlich in die Staatsstraße 2177.

## Geschichte
Urkundlich wurde der Hammer erstmals im Jahr 1421 als „bey dem untern Hammer“ genannt. 1588 wurde als Hammermeister Fritz Holl erwähnt, 1615 folgte Andreas Franck und bis 1651 besaßen ihn die von Künßberg. Zwischenzeitlich waren 1625 die von Rothenhan Hammerwerksbesitzer. Von 1670 bis 1676 war es Johann Christoph Weller und bis 1746 hatten ihn die von Lindenfels. Dann wurde der Hammer markgräflicher Besitz. Das Hammergut an der Warmen Steinach bestand aus einem Hammerwerk mit dem noch vorhandenen schlossartigen Gebäude. Verarbeitet wurde Eisenerz aus den umliegenden Eisenerzgruben, vor allem das von der nahegelegenen Platte. Dort findet man noch Spuren des einstigen Erzabbaus. Der Hammer wurde im 19. Jahrhundert aufgelassen.
Gegen Ende des 18. Jahrhunderts bestand Rosenhammer aus drei Anwesen (1 Wirtshaus mit Bräu- und Mulzhaus, 1 Mahl-, Schneid- und Schlagmühle, 1 Wohnhaus). Die Hochgerichtsbarkeit stand dem bayreuthischen Stadtvogteiamt Bayreuth zu. Die Dorf- und Gemeindeherrschaft sowie die Grundherrschaft über sämtliche Anwesen hatte das Amt Weidenberg.
Von 1797 bis 1810 unterstand der Ort dem Justiz- und Kammeramt Neustadt am Kulm. Mit dem Gemeindeedikt wurde Rosenhammer dem 1812 gebildeten Steuerdistrikt Weidenberg und der zugleich gebildeten Ruralgemeinde Weidenberg zugewiesen.

### Baudenkmäler
- Haus Nr. 1: Katholische Kirche St. Michael[9]
- Haus Nr. 2: Das ehemalige Hammerherrenhaus aus dem 16./17. Jahrhundert ist ein zweigeschossiger, rechteckig-gestreckter Bau aus verputztem Brockenmauerwerk mit Walmdach, zu sehen sind noch das Wappen derer von Rothenhan und die Jahreszahl 1625. Westlich führen zwei Rundbogentüren zu den erdgeschossigen Stall- und Wirtschaftsräumen. Längsseitig ist an der Hoffront ein halbrund vorspringender Treppenturm mit Zwiebelhaube und Wendeltreppe angebaut.[9]
- Haus Nr. 4: Wohnhaus[9]
- Haus Nr. 8: Gasthaus[9]
- Grenzstein[9]

### Einwohnerentwicklung
| Jahr      | 001818 | 001861 | 001871 | 001885 | 001900 | 001925 | 001950 | 001961 | 001970 | 001987 |
| Einwohner | *      | 53     | 45     | 42     | 40     | 48     | 56     | 36     | 34     | 23     |
| Häuser    | *      |        |        | 4      | 4      | 5      | 11     | 6      |        | 6      |
| Quelle    | [ 7 ]  | [ 11 ] | [ 12 ] | [ 13 ] | [ 14 ] | [ 15 ] | [ 16 ] | [ 17 ] | [ 18 ] | [ 1 ]  |

## Religion
Rosenhammer ist seit der Reformation evangelisch-lutherisch geprägt und nach St. Michael (Weidenberg) gepfarrt.